# 동헌생화학상
동헌(東軒) 생화학상은 생화학분자생물학회가 매년 생화학 분야와 응용 분야에서 창의적인 연구 업적을 남긴 회원에게 수여하는 상이다. 이 상은 박기억 회장의 뜻에 따라 제정돼 1998년 처음 수여됐다. 수상자는 헌법위원회가 선정하고 이사회가 승인하며 4~5월에 통보되며 시상식은 5월에 열린다.

## 수상자
| Year | Laureate      | Institution        |
| ---- | ------------- | ------------------ |
| 1998 | 서세원        | 서울대학교         |
| 1999 | 백융기 (영어) | 연세대학교         |
| 2000 | 김성훈        | 서울대학교         |
| 2001 | 서판길        | 포항공과대학교     |
| 2002 | 류성호        | 포항공과대학교     |
| 2003 | 김인산        | 경북대학교         |
| 2004 | 황우석        | 서울대학교         |
| 2005 | 박상철        | 서울대학교         |
| 2006 | 이복률        | 부산대학교         |
| 2007 | 서정선        | 서울대학교         |
| 2008 | 김영명        | 강원대학교         |
| 2009 | 김우현        | 전북대학교         |
| 2010 | 최의주        | 고려대학교         |
| 2011 | 이상훈        | 한양대학교         |
| 2012 | 강봉균        | 서울대학교         |
| 2013 | 이원재        | 서울대학교         |
| 2014 | 김영준        | 연세대학교         |
| 2015 | 오병하        | 한국과학기술원     |
| 2016 | 오구택        | 이화여자대학교     |
| 2017 | 김명희        | 한국생명공학연구원 |
| 2018 | 권영근        | 연세대학교         |
| 2019 | 묵인희        | 서울대학교         |
| 2020 | 권호정        | 연세대학교         |
| 2021 | 조혜성        | 아주대학교         |
| 2022 | 이병헌        | 경북대학교         |
| 2023 | 이원태        | 연세대학교         |

## 같이 보기
- 한국생물올림피아드